# 340 км (зупинний пункт)
340 кіломе́тр — пасажирський залізничний зупинний пункт Лиманської дирекції Донецької залізниці на неелектрифікованій лінії 340 км — Волноваха між станціями Розівка (19 км) та Комиш-Зоря (4 км). Розташований між селами Грузьке та Червоне Озеро Пологівського району Запорізької області
Станом на початок 2018 року на платформі не зупиняються приміські поїзди.